# Ogata Gekko
Ogata Gekko (Edo, 10 ottobre 1859 – Tokyo, 1º ottobre 1920) è stato un pittore ukiyo-e giapponese.

## Biografia
Gekko è stato un maestro di ukiyo-e autodidatta, influenzato da Kikuchi Yōsai e da Hokusai. Nel suo stile artistico sono molto presenti elementi nihonga. È ben conosciuto per le sue stampe di soggetti bellici della Prima guerra sino-giapponese, storici, e per le numerose serie naturalistiche. 

## Stile
Il suo stile si è evoluto costantemente durante la sua carriera e risultano ben evidenti i periodi di esplorazione tecnica: in particolare, uno studio approfondito dei suoi sumi-e rivela un pennello vitale, e il suo uso del disegno e del colore è generalmente squisito.

## Galleria d'immagini

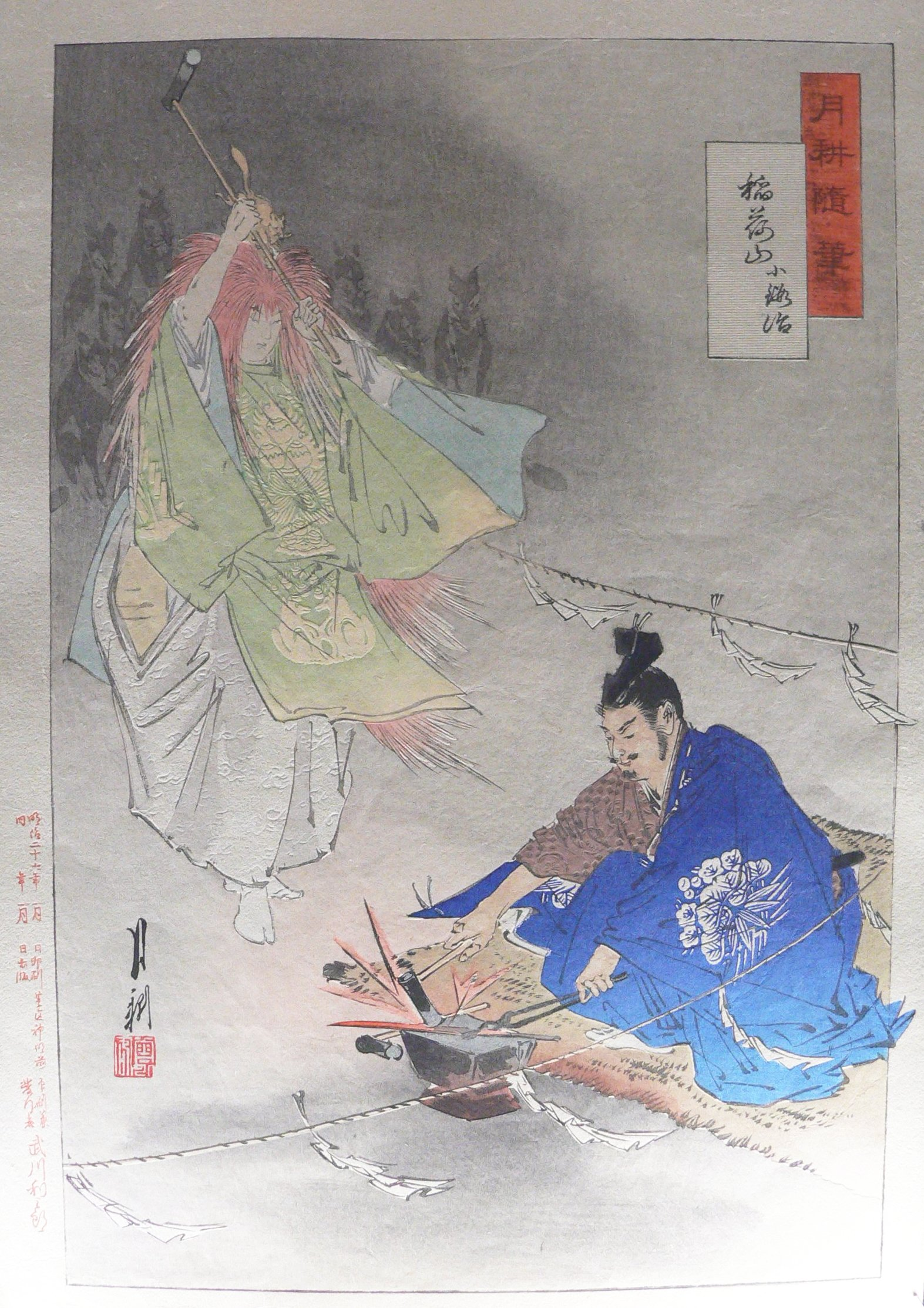
Lo spadaccino Munechika
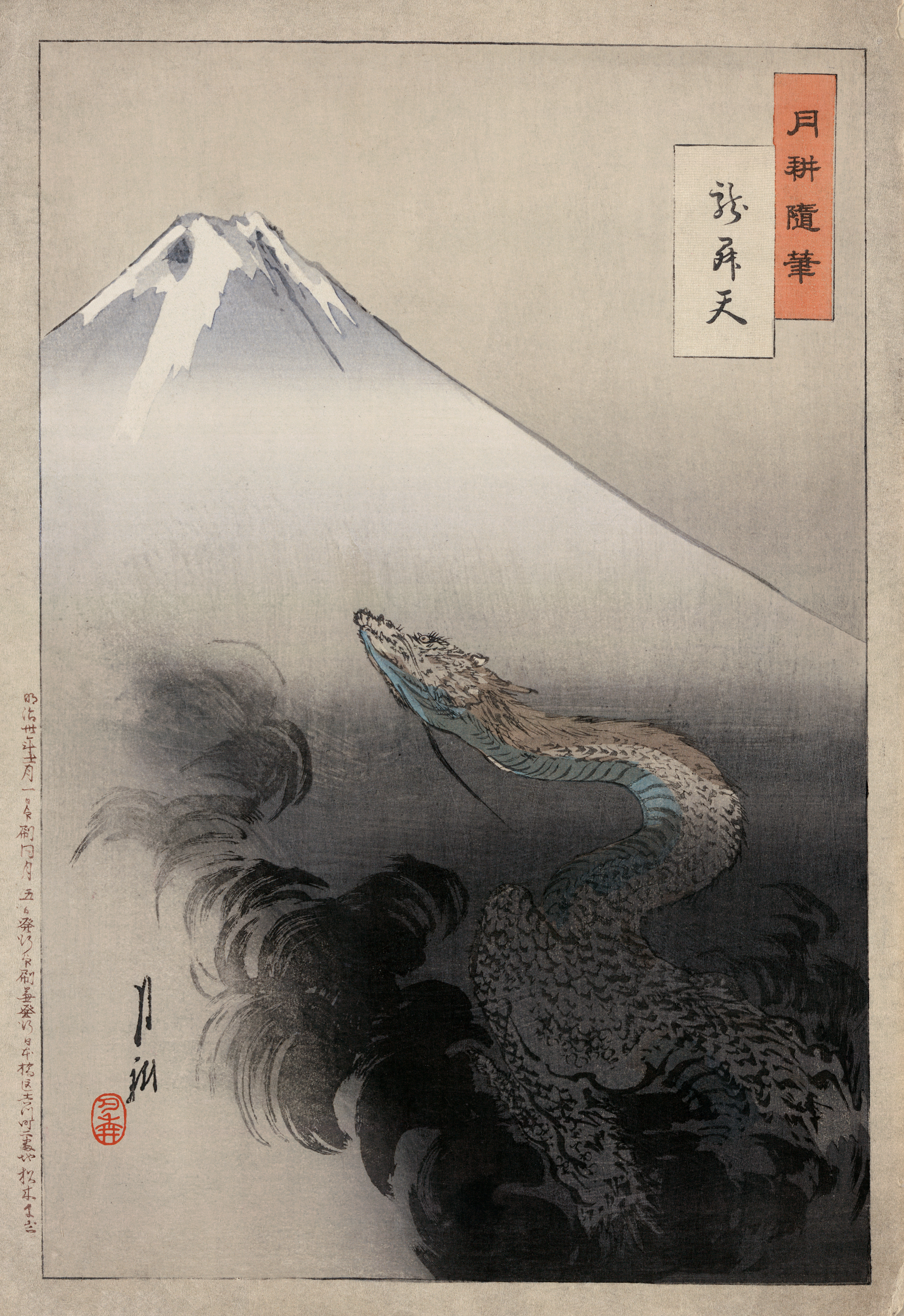
Ryūshōten, un dragone in volo verso il paradiso
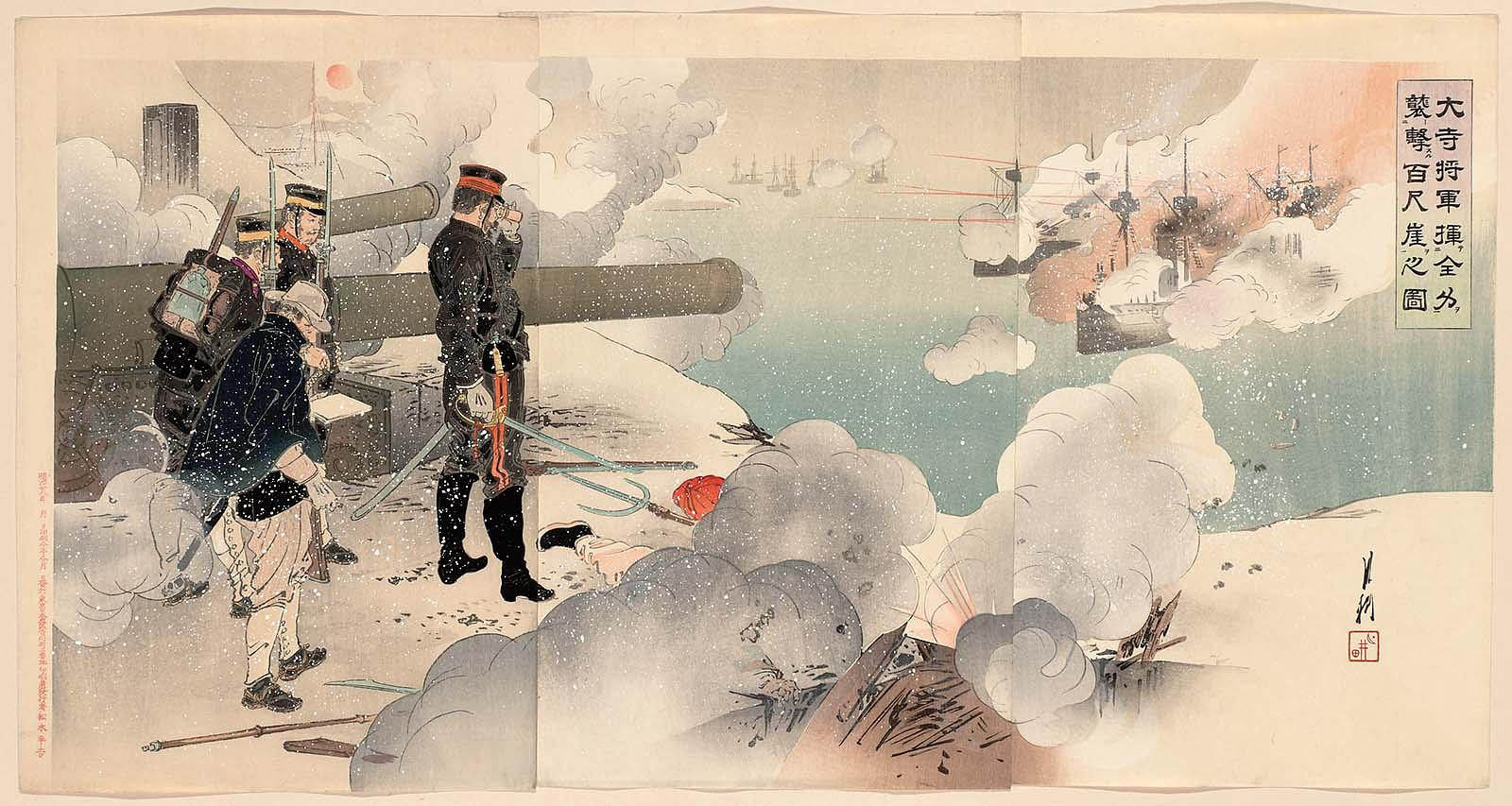
La battaglia di Weihaiwei